# سالسدا د کاسلاس
سالسدا د کاسلاس (به اسپانیایی: Salceda de Caselas) یک شهرستان در اسپانیا است که در استان پنتبدرا واقع شده‌است.

## خصوصیات
سالسدا د کاسلاس ۸٬۸۳۵ نفر جمعیت دارد.